# Boopis graminea
Boopis graminea är en calyceraväxtart som beskrevs av Rodolfo Amando Philippi. Boopis graminea ingår i släktet Boopis och familjen calyceraväxter. Utöver nominatformen finns också underarten B. g. bracteata.